# Purgueira
Purgueira es una localidad caboverdiana del municipio de São Salvador do Mundo.

## Geografía
La localidad está situada en la isla Santiago.

## Organización territorial
La localidad abarca los lugares y barrios de:
- Chã de Purgueira
- Cobada
- Cobi
- Cutelo
- Kerlem
- Manipo
- Paredona
- Ponta Cobada